# 埃斯特万
埃斯特万（Esteban，發音：[esˈteβan] ) 又譯為埃斯特班，是西班牙语中的一个男性人名，源自希腊语人名Stéphanos，它与英语人名Steven和Stephen亦相关联。在原本的发音中，重音位于倒数第二音节，但英语使用者却总重读倒数第三音节。

## 以埃斯特万為名的人
- 埃斯特万·阿尔瓦拉多，哥斯达黎加守门员
- 埃斯特万·安德烈斯·苏亚雷斯（英语：Esteban (footballer)），西班牙足球守门员
- 埃斯特万·坎比亚索，阿根廷足球运动员
- 埃斯特万·德拉富恩特（英语：Esteban De la Fuente），阿根廷篮球运动员
- 埃斯特万·富埃特斯（英语：Esteban Fuertes），阿根廷足球运动员
- 埃斯特万·格拉内罗，西班牙足球运动员
- 埃斯特万·格列里（英语：Esteban Guerrieri）, 阿根廷赛车手
- 埃斯特万·古铁雷斯, 墨西哥赛车手
- 埃斯特万·拉索·埃尔南德斯, 古巴政治人物
- 埃斯特万·洛艾萨（英语：Esteban Loaiza）, 墨西哥已退役棒球运动员
- 埃斯特万·纳瓦罗（英语：Esteban Navarro），西班牙小说家
- 埃斯特班·奧康，法国赛车手
- 埃斯特万·佩雷斯（英语：Esteban Pérez），阿根廷篮球运动员
- 埃斯特万·索拉里，阿根廷足球运动员
- 埃斯特万·特拉彼略（英语：Esteban Trapiello），委内瑞拉商人
- 埃斯特万·图埃罗（英语：Esteban Tuero） , 阿根廷赛车手
- 埃斯特万·巴伦西亚（英语：Esteban Valencia (footballer, born 1972)），智利足球运动员